# Canções de Cordialidade
 Canções de Cordialidade  (liederen van hartelijkheid) is een compositie van de Braziliaanse componist Heitor Villa-Lobos geschreven voor piano solo. Het is feestmuziek geschreven bij een aantal gedichtjes van Manuel Bandeira. De muziek is atypisch voor Villa-Lobos, want Braziliaanse ritmes ontbreken geheel.
Canções de Cordialidade is in talloze versies beschikbaar. Al eerder waren gevonden, zo gaat dat bij Villa-Lobos, een versie voor orkest (W450), een versie voor zangstem (W451) en orkest en een versie voor zangstem en piano (W452). Daarnaast zijn er versies voor allerlei koorsamenstellingen. In 2008 verscheen een versie voor piano solo op compact disc.

## Delen
1. Feliz aniversario (Fijne verjaardag)
2. Boas festas (Beste wensen)
3. Feliz natal (Fijn Kerstfeest)
4. Feliz ano novo (Gelukkig nieuwjaar)
5. Boas vindas (Welkom)

## Discografie
- Uitgave Naxos: Sonia Rubinsky, piano